# Pontypridd F.C.
Pontypridd F.C. là một câu lạc bộ bóng đá Wales đã giải thể năm 1926.

## Lịch sử
Câu lạc bộ thi đấu ở Southern League và Cúp FA Anh từ thập niên 1910 đến 1920.